# Докторско суђење
Докторско суђење, званично Сједињене Америчке Државе против Карла Бранта, и осталих (енгл. United States of America v. Karl Brandt, et al., 9. децембар 1946 — 20. август 1947) било је суђење двадесет тројици оптужених, од којих су 20 били лекари, којима је на терет стављено вршење нехуманих експеримената, учествовање у масовним логорским егзекуцијама и другим ратним злочинима, завера за вршење ових дела и чланство у криминалног организацији СС-у (овакав статус СС-а резултат је пресуде у главном Нирнбершком процесу).
Поступак је водио Војни трибунал I - судије Волтер Билс, Харолд Себринг и Џонсон Крофорд, Виктор Сверинген као замена
Петорица оптужених су ослобођена, седморица су осуђена на смртну казну а остали су осуђени на затворске казне у распону од 10 година до доживотног затвора. Ово суђење имало је пресудан значај за настанак Нирнбершког кодекса.

## Оптужница
Оптужени су се суочили са четири оптужбе, укључујући:
1. Завера да почине ратни злочини и злочини против човечности описани у тачкама 2 и 3;
2. Ратни злочини: вршење медицинских експеримената без пристанка субјеката над ратним заробљеницима и цивилима окупираних држава, у оквиру којих су оптужени починили убиства, бруталности, окрутности, мучења, зверства и друге нечовечне акте. Такође, планирање масовних убистава ратних затвореника и цивила из окупираних држава, који су стигматизовани као стари, ментално оболели, неизлечиво болесни, деформисани, и тако даље, коришћењем гаса, смртоносних инјекција, и разних других средстава у домовима, болницама и азилима током Програма еутаназије, и учествовање у масовним убиствима логораша у концентрационим логорима.
3. Злочини против човечности: чињење злочина описаних у тачки 2 и над немачким држављанима.
4. Чланство у злочиначкој организацији, СС.

Трибунал је у великој мери одбацио оптужбу 1, уз образложење да та оптужба излази изван надлежности Трибунала.
О — оптужен   К — оптужен и проглашен кривим
| Име                   | Фотографија | Положај | Оптужбе | Оптужбе | Оптужбе | Оптужбе | Пресуда и казна                                                                                        |
|                       |             | | 1       | 2       | 3       | 4       | |
| --------------------- | ----------- | --- | ------- | ------- | ------- | ------- | --- |
| Херман Бекер-Фрејсенг |             | Штабни лекар у Луфтвафеу (капетан, медицинска служба ваздухопловства); и начелник одељења за медицину у авијацији. | О       | К       | К       |         | 20 година затвора, измењено у 10 година. Умро 1961.                                                    |
| Вилхелм Бајглбек      |             | Лекар саветник у Луфтвафеу | О       | К       | К       |         | 15 година затвора, измењено у 10 година. Умро 1963.                                                    |
| Курт Бломе            |             | Заменик вође здравља Рајха (Reichsgesundheitsführer); и опуномоћеник за истраживање канцера у истраживачком савету Рајха. | О       | О       | О       |         | Ослобођен на докторском суђењу али касније осуђен на 20 година од стране француских власти, умро 1969. |
| Виктор Брак           |             | Оберфирер у СС и штурмбанфирер (мајор) у Вафен СС; главни административни официр у кабинету вође НСДАП-а () | О       | К       | К       | К       | смрт                                                                                                   |
| Карл Брант            |             | Лични лекар Адолфа Хитлера; групенфирер у СС и генераллајтнант у Вафен СС; комесар Рајха за здравље и санитацију (Reichskommissar für Sanitäts und Gesundheitswesen); члан Истраживачког савета Рајха ()                                                                    | О       | К       | К       | К       | смрт                                                                                                   |
| Рудолф Брант          |             | Пуковник у Алгемајне СС; лични административни официр Хајнриха Химлера (Persönlicher Referent von Himmler); министарски саветник и начелник министарске канцеларије у Министарству унутрашњих послова Рајха.                                                | О       | К       | К       | К       | смрт                                                                                                   |
| Фриц Фишер            |             | Штурмбанфирер (мајор) у Вафен СС и помоћник оптуженом Гебхарду у болници у Хохенлихену. | О       | К       | К       | К       | доживотни затвор, измењено у 15 година. Пуштен 1954, умро 2003.                                        |
| Карл Гебхард          |             | Групенфирер у СС и генераллајтнант у Вафен СС; лични лекар Хајнриха Химлера; главни лекар штаба лекара Рајха и полиције (Oberster Kliniker, Reichsarzt SS und Polizei); председник немачког црвеног крста                                                              | О       | К       | К       | К       | смрт                                                                                                   |
| Карл Генцкен          |             | Групенфирер у СС и генераллајтнант у Вафен СС; начелник медицинског одељења Вафен СС () | О       | К       | К       | К       | доживотни затвор, измењено у 20 година. Пуштен 1954, умро 1957.                                        |
| Зигфрид Хандлосер     |             | (генералпуковник медицинске службе); медицински инспектор армије (Heeressanitätsinspekteur); начелник медицинских служби оружаних снага () | О       | К       | К       |         | доживотни затвор. Измењено у 20 година. Пуштен и умро 1954.                                            |
| Валдемар Ховен        |             | Хауптштурмбанфирер (капетан) Вафен СС и главни лекар у концентрационом логору Бухенвалд | О       | К       | К       | К       | смрт                                                                                                   |
| Јоаким Мруговски      |             | Оберфирер у Вафен СС; главни хигијеничар лекара рајха СС и полиције (Oberster Hygieniker, Reichsarzt SS und Polizei); начелник хигијенског института Вафен СС () | О       | К       | К       | К       | смрт                                                                                                   |
| Херта Оберхојзер      |             | Лекар у концентрационом логору Равензбрик и помоћник оптуженом Гебхарду у болници у Хохенлихену | О       | К       | К       |         | 20 година затвора. Измењено у 10 година. Пуштена 1952, умрла 1978.                                     |
| Адолф Покорни         |             | Лекар, специјалиста за кожне и венеричне болести | О       | О       | О       |         | ослобођен                                                                                              |
| Хелмут Попендик       |             | Оберфирер у СС; начелник персоналног штаба лекара рајха СС и полиције () | О       | О       | О       | К       | 10 година затвора. Пуштен 1951, умро 1994.                                                             |
| Ханс Волфганг Ромберт |             | Лекар у Одељењу за медицину у авијацији у Немачком експерименталном институту за авијацију. | О       | О       | О       |         | ослобођен. Умро 1981.                                                                                  |
| Герхард Росе          |             | Луфтвафеа (бригадни генерал медицинске службе ваздухопловства); начелник Одељења за тропску медицину и професор на институту Робрет Кох; саветник за хигијену тропске медицине начелника медицинске службе Луфтвафеа.      | О       | К       | К       |         | доживотни затвор, измењено у 20 година. Пуштен 1955, умро 1992.                                        |
| Паул Рошток           |             | Главни хирург хируршке клинике у Берлину; хируршки саветник у војсци; начелник канцеларије за медицинску науку и истраживање (Amtschef der Dienststelle Medizinische Wissenschaft und Forschung) подређену оптуженом Карлу Бранту, комесару Рајха за здравље и санитацију                   | О       | О       | О       |         | ослобођен. Умро 1956.                                                                                  |
| Зигфрид Руф           |             | Начелник одељења за ваздухопловну медицину у немачком институту за експерименталну авијацију (Deutsche Versuchsanstalt für Luftfahrt) и први поручник у медицинској служби авијације; наставио истраживање и објављивање радова из области авијације све до 1989 | О       | О       | О       |         | ослобођен. Умро 1989.                                                                                  |
| Конрад Шефер          |             | Лекар у Институту за медицину у авијацији у Берлину | О       | О       | О       |         | ослобођен                                                                                              |
| Оскар Шредер          |             | (генералпуковник медицинске службе); начелник штаба Инспектората медицинске службе Луфтвафеа (Chef des Stabes, Inspekteur des Luftwaffe-Sanitätswesens); начелник Медицинске службе Луфтвафеа ()                                                                                   | О       | К       | К       |         | Доживотни затвор, измењено у 15 година. Ослобођен 1954, умро 1958.                                     |
| Волфрам Зиверс        |             | Штандартенфирер (пуковник) у СС; начелник друштва Аненербе и начелник његовог Института за војно научно истраживање (Institut für Wehrwissenschaftliche Zweckforschung); заменик шефа одбора директора Истраживачког савета Рајха.                                          | О       | К       | К       | К       | смрт                                                                                                   |
| Георг Аугуст Велц     |             | у Луфтвафеу; начелник Института за медицину у авијацији у Минхену. | О       | О       | О       |         | ослобођен                                                                                              |

Осуђени на смрт су обешени 2. јуна 1948. у затвору Ландзберг у Баварској.
За неке, разлику између затворске и смртне казне је направило чланство у СС, „организацији која је пресудом Међународног војног трибунала проглашена криминалном“. Међутим, неки оптужени који су били чланови СС су добили затворске казне. Степен личног учешћа и/или командовања над умешаним групама је био значајан фактор у другим пресудама.